# Molophilus mjobergi
Molophilus mjobergi är en tvåvingeart som beskrevs av Alexander 1927. Molophilus mjobergi ingår i släktet Molophilus och familjen småharkrankar. Inga underarter finns listade i Catalogue of Life.